# Běla Třebínová
Běla Třebínová (* 18. dubna 1976 Náchod), dívčím jménem Hlaváčková, je česká fyzicky handicapovaná plavkyně závodící v kategoriích S5/SM5 a SB4. Paraplegikem je od roku 1999, kdy podstoupila operaci páteře, navíc má problémy s klouby.
S plaváním začala v devíti letech, kvůli nemoci kloubů musela ale přestat. Ke sportu se vrátila na začátku 21. století, mezi handicapovanými se poprvé prosadila na mistrovství Evropy 2001 ve Stockholmu, kde vybojovala celkem čtyři medaile: jednu zlatou, jednu stříbrnou a dvě bronzové. O rok později na mistrovství světa v argentinském Mar del Plata vyhrála trať 50 m znak ve světovém rekordu a získala i další dvě bronzové medaile. Na své oblíbené znakařské padesátce zvítězila i na Letních paralympijských hrách 2004 v Athénách a na mistrovství světa 2006 v Durbanu, zde přidala i další tři medaile. Na letních paralympiádě 2008 v Pekingu patřila mezi nejúspěšnější členy české výpravy, neboť získala celkem čtyři medaile včetně dvou zlatých. Další medaile přidala na mistrovství Evropy 2009 v Reykjavíku (3 zlaté (na trati 50 m znak překonala světový rekord) a 1 stříbrná), na mistrovství světa 2009 v krátkém bazénu v Riu de Janeiru (4 zlaté) a na mistrovství světa 2010 v Eindhovenu (2 stříbrné a 1 bronzová). Evropského šampionátu 2011 v Berlíně se nezúčastnila, neboť v listopadu 2010 podstoupila operaci lokte. V roce 2016 získala na mistrovství Evropy ve Funchalu stříbro v závodě na 50 m znak. Na Letních paralympijských hrách 2016 v Riu de Janeiru získala bronz v závodě na 50 m volným způsobem a stříbro na 50 m znak.
Byla vyhlášena nejlepším handicapovaným sportovcem České republiky roku 2008, vítězství obhájila v roce 2010, roku 2009 skončila na druhém místě, roku 2015 skončila na šestém místě. 
Vystudovala Zdravotně sociální fakultu Jihočeské univerzity, pracovala ve firmě se zdravotními potřebami, později jako firemní konzultantka internetového portálu. Nyní působí jako trenérka plaveckého klubu Plavání České Budějovice. Je členkou představenstva nevládní neziskové organizace Světlo pro svět - Light for the World. V roce 1999 se vdala a v květnu 2004 se jí narodil syn Jan. Roku 2010 se vdala podruhé.[zdroj⁠?!]